# Pikku Juovajärvi
Pikku Juovajärvi är en sjö i Kiruna kommun i Lappland och ingår i Kalixälvens huvudavrinningsområde.